# نشيد لاوس الوطني
فينغ كاي لاو (لاوية:ເພງຊາດລາວ) هو النشيد الوطني للاوس، كتبه ثونجدي سونثونيفيشيت (1905-1968) كتب هذا النشيد في 1941 واعتمد في كنشيد وطني لمملكة لاوس في عام 1947 استبدلت بعض جمل النشيد الوطني في 1975 بعد انتصار الشيوعيين في الحرب الأهلية اللاوسية وتأسيس جمهورية لاوس الديمقراطية الشعبية.

## الكلمات
| النص الأصلي | النطق | بالأبجدية الاتينية | الترجمة الفرنسية | الترجمة العربية |
| --- | --- | --- | --- | --- |
| ຊາດລາວຕັ້ງແຕ່ໃດມາ ລາວທຸກຖ້ວນຫນ້າເຊີດຊູສຸດໃຈ ຮ່ວມແຮງຮ່ວມຈິດຮ່ວມໃຈ ສາມັກຄີກັນເປັນກຳລັງດຽວ ເດັດດ່ຽວພ້ອມກັນກ້າວຫນ້າ ບູຊາຊູກຽດຂອງລາວ ສົ່ງເສີມໃຊ້ສິດເປັນເຈົ້າ ລາວທຸກຊົນເຜົ່າສະເໝີພາບກັນ ບໍ່ໃຫ້ຝູງຈັກກະພັດ ແລະພວກຂາຍຊາດ ເຂົ້າມາລົບກວນ ລາວທັງມວນຊູເອກະລາດ ອິດສະລະພາບ ຂອງຊາດລາວໄວ້ ຕັດສິນໃຈສູ້ຊິງເອົາໄຊ ພາຊາດກ້າວໄປສູ່ຄວາມວັດທະນາ | كاتلاو تونجتي دايما لاو ثوكثوانا كيوتكو سوتشاي، هوامهينج هوامشيت هوامشاي ساماكخيكان بين كاملانج دياو. ديتدياو فومكان كاونا بوكسا اكسوكيات خونج لاو، سونجسيوم كايسيت بين شاو لاوثوك كونفاو ساميو بابكان. بو هاي فواك شاكافات لي فواك خايكات خاومالوب كوان، لاو ثانجموان كو ايكالات ايتسالافاب خونغ كاتلاو فاي، تاتسين شاي سو كينغ أو كاي ساد لاو كواباي سو خوام فاتثانا. | Sāt Lāo tangtǣ daimā Lāo thuk thūan nā sœ̄t sū sutchai, Hūam hǣng hūam chit hūam chai samakkhi kan pen kamlang dīao. Det dīao phǭmkan kāonā būsā sū kīat khǭng Lāo, Songsœ̄m sai sit pen chao Lāo thuk son phao samœ̄; phāp kan. Bǭ hai phūak chakkaphat læ phūak khaj sāt khao mā lopkhūan, Lāo thang mūan sū ēkalāt itsalaphāp khǭng sāt Lāo wai Tatsinchai sū sing ao sai phā sāt kāo pai sū khūam watthanā. | Pour tous les temps, le peuple lao Ont glorifié leur patrie, Unis de cœur, Esprit et vigueur comme un. Aller résolument de l'avant, Respecter et accroître la dignité du peuple lao Et proclamant le droit d'être leurs propres maîtres. Les Lao de toutes origines sont égaux Et ne permettra plus aux impérialistes Et des traîtres pour leur faire du mal. Le peuple tout entier l'indépendance Et la liberté de la nation lao. Ils sont résolus à lutter pour la victoire Afin de conduire la nation à la prospérité. | إلى الأبد وشعب لاوس يمجد أجدادهم متحدين في القلب والروح والجسد هم دائماً حازمين في امورهم ومهاجمين ولكن دائماً يحترم شعب لاوس وحضارتهم ويحكم سادتهم دائماً بالحكم العالدل وليس بالظلم ان شعب لاوس دائماً متساوين ولن نسمح للإمبرياليين الخونة بإيذائهم شعب لاوس سيحمي دائماً الاستقلال وحرية امة لاوس وهم مصرون دائماً على الكفاح من اجل النصر لكي يقودوا الأمة إلى الازدهار |

## التاريخ
ي عام 1893 أصبحت لاوس محمية فرنسية ضمن الإمبراطورية الاستعمارية الفرنسية. زعم الفرنسيون أن ضمهم للاوس كان لحمايتها من «جيران معاديين» مثل الصين وخاصة تايلاند التي أُجبرت عسكرياً على التنازل عن لاوس للقوة الاستعمارية الأوربية، ولكن مع اندلاع الحرب العالمية الثانية وسقوط فرنسا في يد ألمانيا النازية. رأت الحكومة اليمينية الجديدة في تايلاند أن هذه فرصة محتملة لاستعادة الأراضي التايلاندية السابقة. ولمواجهة هذ ا بدأت الحكومة الاستعمارية الفرنسية في الترويج للقومية اللاوية.
وبعد سيطرت اليابانين على لاوس، أؤلفت العديد من الأغاني الوطنية، التي تؤكد على «تفرد» لاوس. كان فينغ كان لاو واحدًا منهم، وقد قام بتأليفه ثونجدي سونثونيفيشيت في عام 1941. وأختير كنشيد وطني في عام 1945، ولكن سرعان ما استعادت فرنسا السيطرة على الهند الصينية الفرنسية بعد استسلام اليابان في عام 1945. وفي عام 1947، منحت فرنسا حكمًا ذاتيًا محدودًا لللاوس داخل الاتحاد الفرنسي، وأصبح «فينج كان لاو» نشيدًا وطنيًا.
وعندما انتصر باثيت لاو في عام 1975، بفضل المساعدة الفيتنامية الشمالية الرئيسية في الحرب الأهلية اللاوسية، ألغت الحكومة الشيوعية الجديدة النظام الملكي وغيرت كلمات الأغاني لتعكس أيديولوجية النظام الماركسي. ونتيجة لذلك، أصبح النشيد يشمل الجميع، وذكر جميع المجموعات العرقية في لاوس، بدلا من التركيز على اللاويين والبوذية.

## كلمات النشيد الأصلية
| لاوية | الترجمة |
| --- | --- |
| ຊາດ ລາວ ຕັ້ງ ແຕ່ ເດີມ ມາ ຂຶ້ນ ຊື່ ລື ຊາ ຢູ່ ໃນ ອາ ຊີ ຊາວ ລາວ ຜູກ ພັນ ໄມ ຕຣີ ຮ່ວມ ສາ ມັກ ຄີ ຮັກ ຫໍ່ ໂຮມ ກັນ ຮັກ ຊາດ ຮັກ ປະ ເທດ ເຮົາ ຮັກ ເຈົ້າ ປົກ ເກດ ເກ ສາ ໂຮມ ຮັກ ຮ່ວມ ສາ ສ ນາ ແຕ່ ບູ ຮານ ມາ ຮັກ ສາ ດິນ ແດນ ບໍ່ ໃຫ້ ຊາດ ໃດ ມາ ລວນ ຮາ ວີ ຮົບ ກວນ ຍາດ ແຍ່ງ ຊີງ ເອົາ ໃຜ ຂືນ ເຂົ້າ ມາ ລູ່ ວຸ່ນ ວາຍ ສູ້ ຈົນ ຕົວ ຕາຍ ຕ້ານ ທານ ສັດ ຕຣູ ຊ່ວຍ ເຊີດ ຊູ ເລືອດ ເນື້ອ ເຊື້ອ ເຜົ່າ ຟື້ນ ຟູ ກູ້ ເອົາ ບັນ ເທົາ ທຸກ ກັນ | في الأيام الخوالي، كان شعب لاو مشهورًا في جميع أنحاء آسيا. لأن لاو كانوا متحدون في الحب. لا يزالون حتى اليوم يحبون شعبهم وبلدهم ويلتفون حول قادتهم. يحفظون دين آبائهم، ويحفظون تراب آبائهم. لن يسمحوا لأمة أخرى بتهديدهم أو باحتلال أراضيهم. كل عدو يدخل بلادهم سيجدهم مستعدين للقتال حتى الموت. معًا، يمكنهم استعادة مجد دمائهم القديم، وسيقفون معًا في أيام الخطر. |